# 룡성역
룡성역(龍城驛)은 조선민주주의인민공화국 평양직할시 룡성구역에 위치한 룡성선의 역이다. 김정일이 생전에 사용하던 별장(21호 관저)와도 연결된다.